# Chuyến bay 106 của Merpati Nusantara Airlines
Chuyến bay 106 của Merpati Nusantara Airlines bị rơi vào ngày 19 tháng 4 năm 1997, cướp đi sinh mạng của 11 trong số 48 hành khách và 4 trong số 5 thành viên phi hành đoàn. Chiếc máy bay đã bị rơi trong khi hạ cánh sau khi go-around không thành công trong điều kiện thời tiết xấu. Đây là tai nạn vỡ thân đầu tiên của British Aerospace ATP.

## Máy bay
Chiếc máy bay này là BAe ATP c/n / msn 2048, có chuyến bay đầu tiên vào năm 1992. Nó có hai chiếc Pratt & Whitney Canada PW126. Có năm phi hành đoàn và 48 hành khách. 11 hành khách và 4 phi hành đoàn thiệt mạng trong vụ tai nạn. 53 hành khách và phi hành đoàn đã ở trên máy bay.

## Tai nạn
Chuyến bay 106 của Merpati rời Jakarta (CGK) trên chuyến bay nội địa đến Sân bay quốc tế Hanandjoeddin H.A.S. (TJQ) tại Tanjung Pandan, nơi chiếc máy bay có tên "Sangeang", đã được thông quan để tiếp cận đường băng 36. Nó được cho là đã đi vào một bờ trái dốc khi đang đi xuống độ cao 2.000 feet. Mất kiểm soát và chiếc máy bay đâm vào một rặng dừa và gãy làm ba. Một trong những cánh quạt được tìm thấy có lông vũ.